# Heilig Hartbeeld (Oosterhout, Gelderland)
Het Heilig Hartbeeld is een standbeeld in de Nederlandse plaats Oosterhout, in de provincie Gelderland.

## Achtergrond
Het Heilig Hartbeeld werd gemaakt door Jan Custers en is geplaatst in een plantsoen voor de ingang van de Sint-Leonarduskerk, die in 1932 werd gebouwd.

## Beschrijving
Het beeld is een Christusfiguur ten voeten uit, gekleed in een gedrapeerd gewaad. Hij houdt zijn rechterhand zegenend geheven en wijst met zijn linkerhand naar het vlammende Heilig Hart, omwonden door een doornenkroon, op zijn borst. In zijn handen zijn de stigmata zichtbaar. 
Op de taps toelopende sokkel is een inscriptie aangebracht: 

DE PAROCHIE OOSTERHOUT WIJDT ZICH VERTROUWVOL AAN JESUS MINNEND HART

## Waardering
Het beeldhouwwerk is aangewezen als rijksmonument en werd in 2002 in het monumentenregister ingeschreven, onder meer "vanwege de bestemming die verbonden is met de religieuze ontwikkeling in Oosterhout. Van stedenbouwkundig belang vanwege zijn prominente plaatsing op het kerkplein en de ensemblewaarde van de samenstellende onderdelen."